# Shanghai Manhua
Shanghai Manhua (xinès tradicional: 上海漫畫, xinès simplificat: 上海漫画, pinyin: Shànghăi Mànhuà, literalment 'Dibuixos de Shanghai', en anglés: Shanghai Sketch), va ser una publicació artística mensual xinesa. Va publicar-se entre el 21 d'abril del 1928 i el 7 de juny del 1930. Hom la considera la primera revista manhua d'èxit a la Xina, i una de les més influents, ja que va ser molt popular i va inspirar nombrosos imitadors a Xangai i la resta del país. Shanghai Manhua va ser coneguda per l'ús de provocatives portades i per la popular historieta Mr. Wang, de Ye Qianyu.

## Història

### Fundació

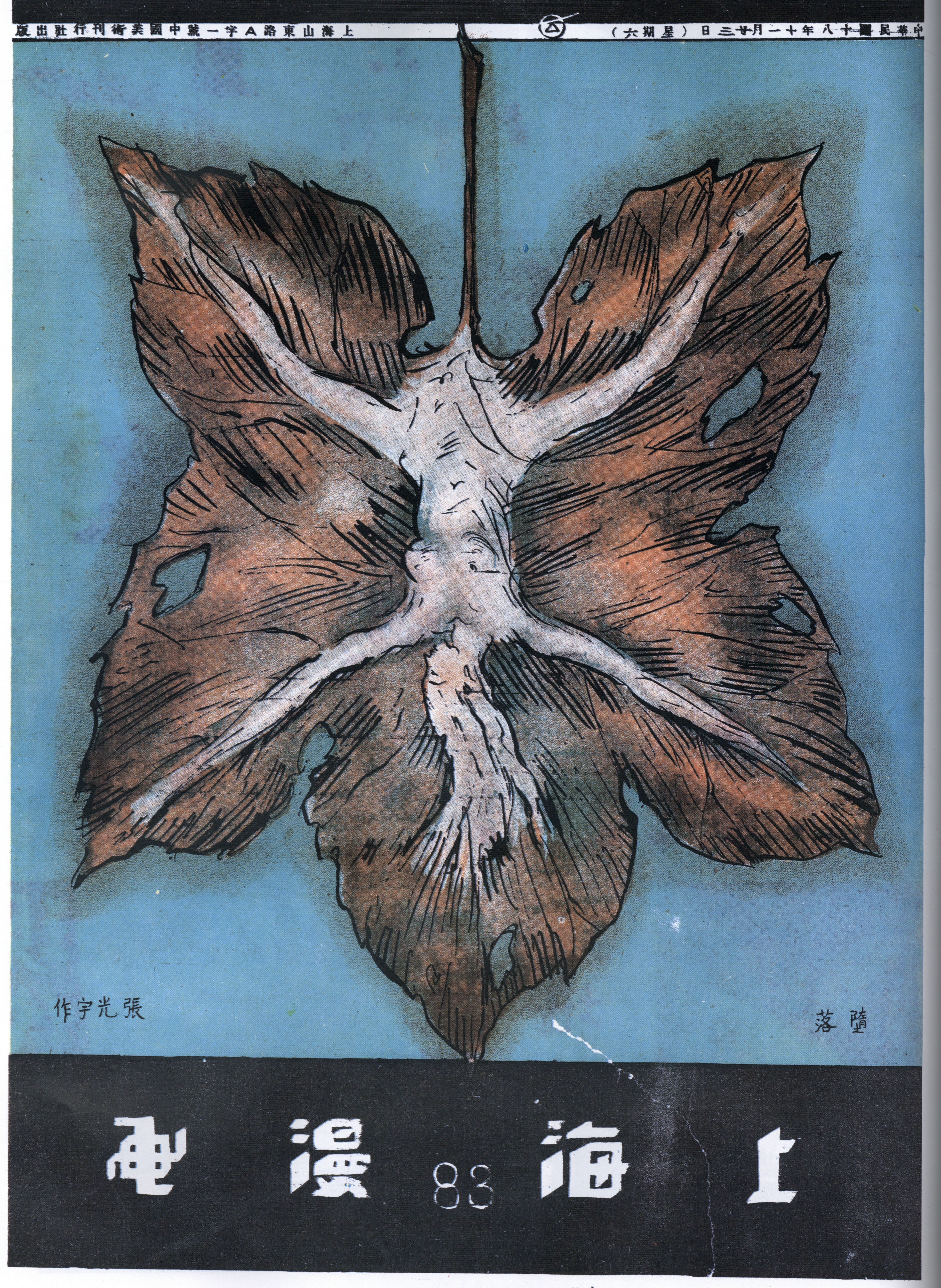
Zhang Guangyu: Degenerat, 23 de novembre de 1929.

Diversos dels artistes que van establir la publicació havien treballat junts a Sanri Huabao, xicoteta publicació de curta durada on es trobaven Ye Qianyu i els germans Zhang Guangyu i Zhang Zhenyu. Aquella publicació va tancar quan l'expedició del nord de Chiang Kai-shek va arribar a Xangai l'abril de 1927.
Sense treball, els dibuixants Ye Qianyu, Huang Wennong i Lu Shaofei van traure una publicació dedicada al Manhua anomenada Shanghai Manhua. Este primer intent s'assemblava massa als cartells propagandístics i va ser un fracàs. Tot i això, els tres autors, juntament amb altres huit com els germans Zhang, Ding Song i Wang Dunqing, van formar la Societat Shanghai Manhua la tardor de 1927. Va ser la primera associació xinesa dedicada al manhua i un esdeveniment important en la història del còmic xinès.

Tot i que la societat no tenia una estructura formal, els dos artistes més coneguts i establerts, Zhang Guangyu i Ding Song, van ser considerats els seus líders. La societat estava registrada a la casa de Ding Song, on sovint es feien les reunions.

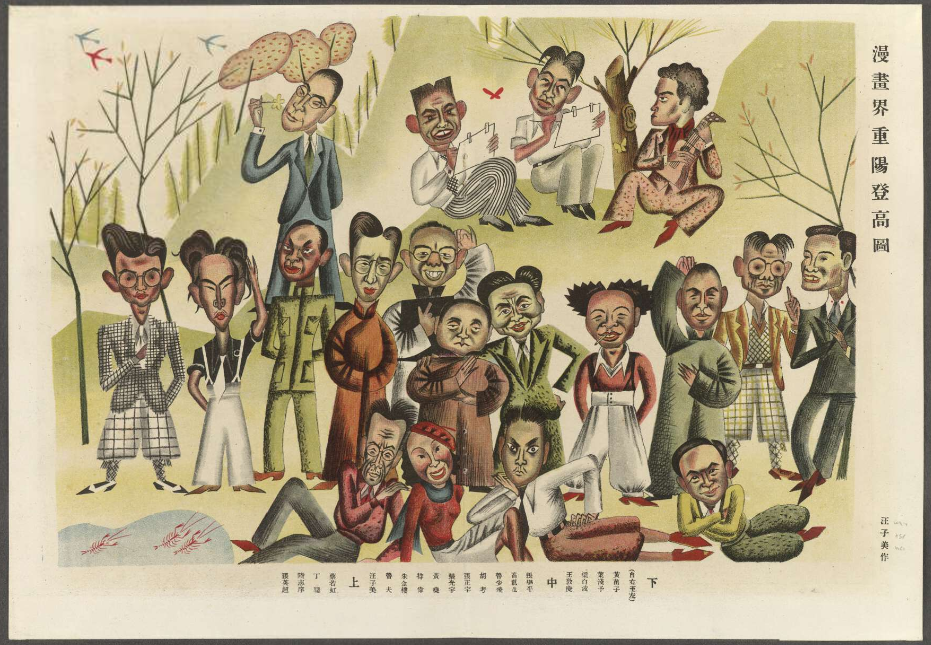
Dibuixants de la revista el 1936, caricaturitzats per Wang Zimei.
Filera de dalt: Zhang Yingchao，Lu Zhixiang，Ding Cong, Cai Ruohong.
Filera del mig: Wang Zimei，Lu Fu, Zhu Jinlou, Te Wei, Huang Yao, Zhang Guangyu, Zhang Zhengyu, Hu Kao, Lu Shaofei, Gao Longsheng, Zhang Leping.
Filera de baix: Wang Dunqing, Liang Baibo，Ye Qianyu, Huang Miaozi.

Baix el lideratge de Zhang Guangyu, que va reclutar diversos patrocinadors, incloent-hi el ric poeta Shao Xunmei, l'associació va rellançar Shanghai Manhua el 21 d'abril de 1928. La publicació es demostrà popular, amb tres mil exemplars impresos de cada número, una xifra molt gran per a la dècada del 1920.

### Tancament
El 1930, un empresari de Singapur va fer una proposta a Zhang Guangyu i Zhang Zhenyu per tal de començar una nova revista pictòrica per competir amb el popular mensual The Young Companion (Liangyou). Els germans Zhang hi van estar d'acord, però diversos socis encarregats de la fotografia es van oposar. Com a resultat de la disputa, Shanghai Manhua va ser tancada el juny de 1930 després de publicar 110 números. Els dibuixants de la revista es van traslladar amb els germans Zhang a un nou grup editorial que va publicar una sèrie de revistes, entre elles Shidai Manhua, que esdevindria la publicació central de l'edat daurada del còmic xinés.
Al maig de 1936, Zhang Guangyu va tornar a establir pel seu compte Shanghai Manhua, mentre que molts dels membres originals treballaven a Shidai Manhua. Junts van organitzar la primera exposició i la primera associació de dibuixants xinesos. Tanmateix, el creixent moviment es tallaria amb la invasió japonesa, ocorreguda pocs mesos després.

## Format

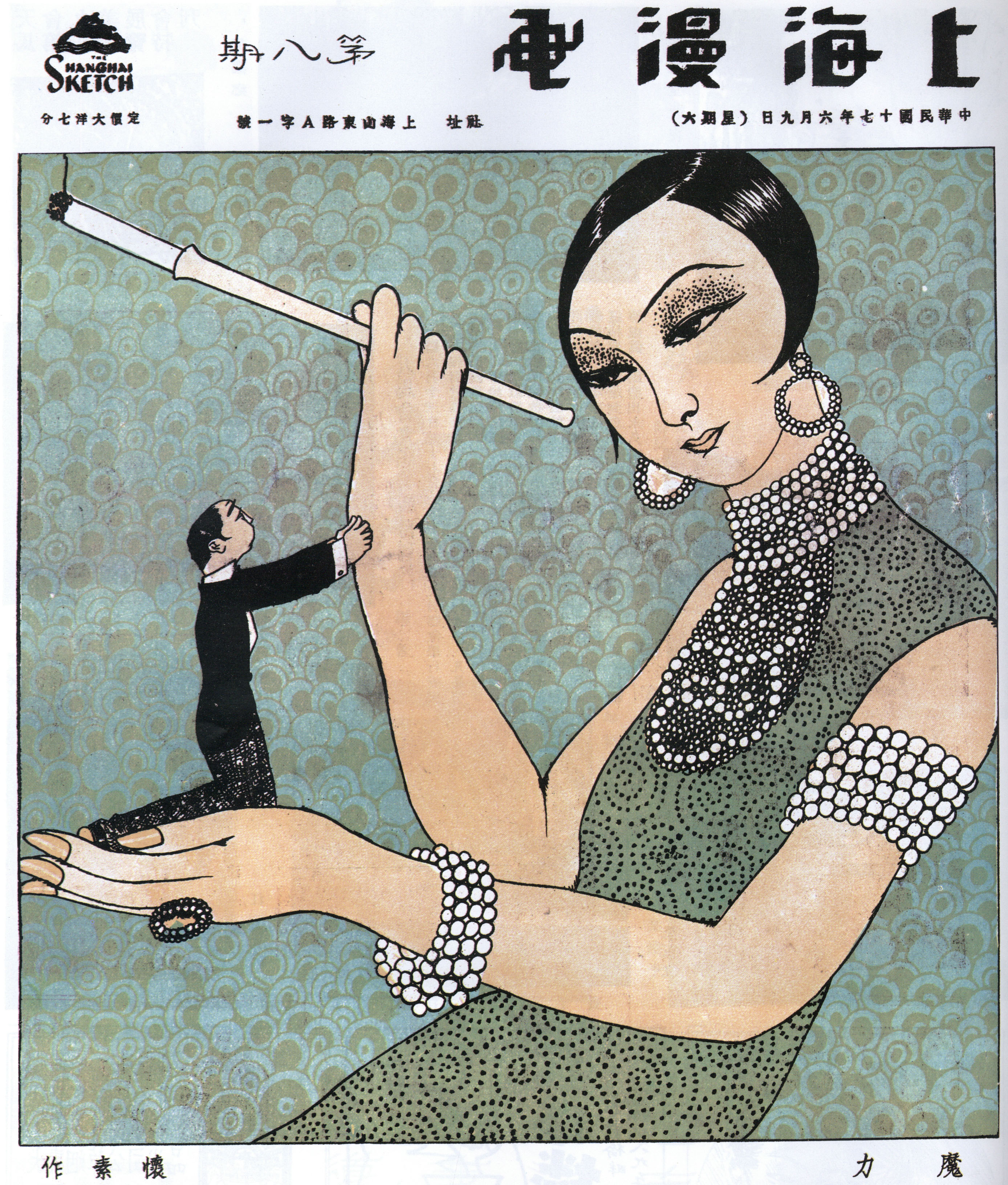
Huaisu: Fascinació, portada del número 8 del 9 de juny de 1928.

Cada número de la revista constava de huit pàgines, incloent les portades frontals i posteriors. La portada destacava pels dibuixos provocatius, i la pàgina posterior portava la popular historieta de Ye Qianyu, Mr. Wang, inspirada al nord-americà Bringing Up Father. Reflectint les tribulacions de la vida urbana diària, Mr. Wang es va convertir en una de les historietes més famoses de la Xina. Les pàgines centrals es reservaven per a seccions fixes de manhua, mentre que a les altres pàgines hi havia contingut variat i canviant.

## Influència
A més de membres de la Shanghai Sketch Society, altres artistes i escriptors famosos també van contribuir a Shanghai Manhua, com Shao Xunmei, un poeta, escriptor i editor ric i influent. El seu amic, l'artista i escriptor Ye Lingfeng, també es va convertir en membre del personal i col·laborador habitual. Les seues fotografies van ser publicades sovint a la revista, algunes de les quals van ser preses pel famós fotògraf Lang Jingshan.
Moltes de les imatges publicades a Shangai Manhua reflecteixen la vida urbana diària, mentre que d'altres fan comentaris sobre esdeveniments polítics i socials del moment. La redacció de la revista tenia estretes relacions amb membres líders de la decadent escola neo-sensacionista de l'escena literària de Xangai. Influenciats per idees expressades en la redacció, els artistes van produir imatges sorprenents sense equivalent en la Xina de l'època republicana.